# Kompleks pomnikowy Maarjamäe
Kompleks pomnikowy Maarjamäe (est. Maarjamäe mälestusväli) – kompleks pomnikowy w Tallinnie, w dzielnicy Pirita, pomiędzy szosą Pirita tee a brzegiem Morza Bаłtyckiego, wzniesiony w latach 1960–1975. 

## Historia
Pierwszym elementem pomnika był wzniesiony w 1960 r. obelisk upamiętniający przebazowanie okrętów Floty Bałtyckiej z portu w Rewlu (Tallinnie) do Kronsztadu, przed wkroczeniem Niemców do Estonii w kwietniu 1918 r. (w historiografii radzieckiej Marsz Lodowy Floty Bałtyckiej). Autorami monumentu byli Mart Port i Lembit Tolli. W 1965 r. władze Estońskiej SRR postanowiły rozbudować kompleks pomnikowy, tworząc z niego upamiętnienie estońskich bolszewików, którzy w latach 1918–1920 stoczyli przegraną walkę o ustanowienie systemu radzieckiego w Estonii. Projekt pomnika wybrano drogą konkursu, który wygrała praca Allana Murdmaa i Anttiego Vaarika. Rozbudowa kompleksu trwała do 1975 r.

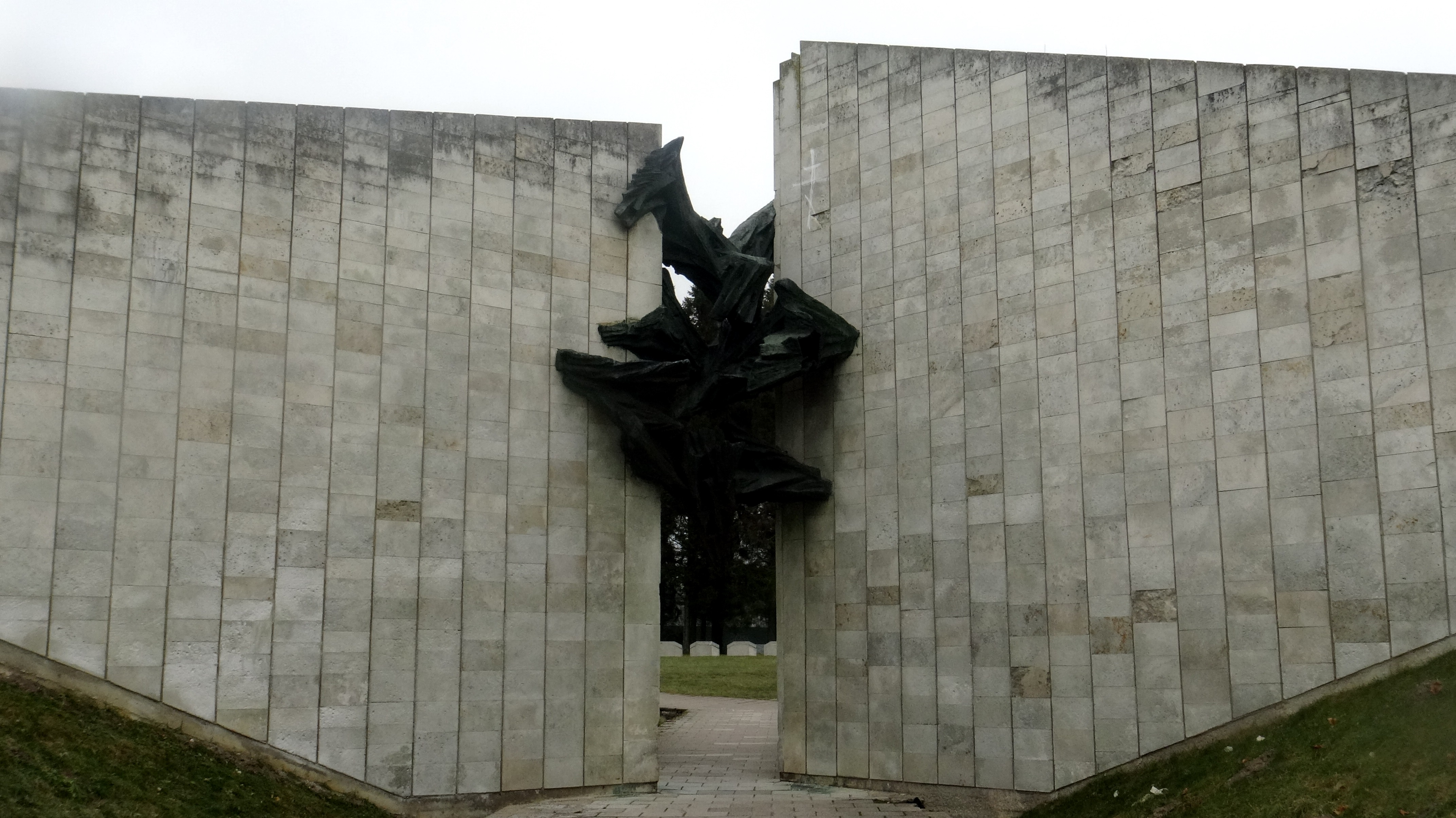
Zranione ptaki, fragment kompleksu pomnikowego

W Estońskiej SRR architekci mieli znacznie więcej swobody twórczej niż w innych republikach radzieckich i stało się to widoczne również w przypadku kompleksu Maarjamäe. Autorzy zwycięskiego projektu stworzyli dzieło abstrakcyjne, świadomie rezygnując nie tylko z radzieckiej symboliki państwowej, ale też z powszechnych przy podobnych realizacjach obrazów i symboli heroizmu czy żałoby, pozostawiając odbiorcy swobodę interpretacji. Całość wpisano natomiast w miejscowy pejzaż wzgórz i wybrzeża Bałtyku, tworząc jedną kompozycję z naturalnym krajobrazem.  
Kompleks składa się z kilku elementów przestrzennych. Obok obelisku z 1960 r. urządzono ceremonialną przestrzeń z trybunami i wiecznym ogniem. Z tak wyznaczonego placu rozciąga się widok na Zatokę Tallińską. Na kamiennej ścianie za wiecznym ogniem znajduje się płaskorzeźba przedstawiająca grzejące się nad ogniem dłonie. Od placu z trybunami odchodzi ścieżka, która przecina się z drugą, wiodącą od wybrzeża ku kamiennej bramie. Bramę domyka rzeźba przedstawiająca zranione, ginące ptaki, zamknięte między dwiema dolomitowymi ścianami, symbolicznie odchodzące w przeszłość i pamięć. Przejście to prowadzi na cmentarz wojskowy – ku zbiorowym mogiłom żołnierzy radzieckich poległych w walkach w Estonii w 1944 r. W miejscu tym znajdował się wcześniej niemiecki cmentarz wojskowy, zniszczony w okresie radzieckim i odrestaurowany w 2018 r.
Po 1980 r. zespół uzupełniono o jeszcze jeden element – rzeźbę w formie otwartego mostu zwodzonego, położoną bezpośrednio nad morzem, za rozszerzoną Pirita tee, której poszerzenie odsunęło cały kompleks od wybrzeża.       
Zespół pomnikowy miał być dalej rozbudowywany o kolejne elementy w kierunku wschodnim (docelowo miał obejmować trzykrotnie większą powierzchnię), nigdy nie został jednak ukończony.    

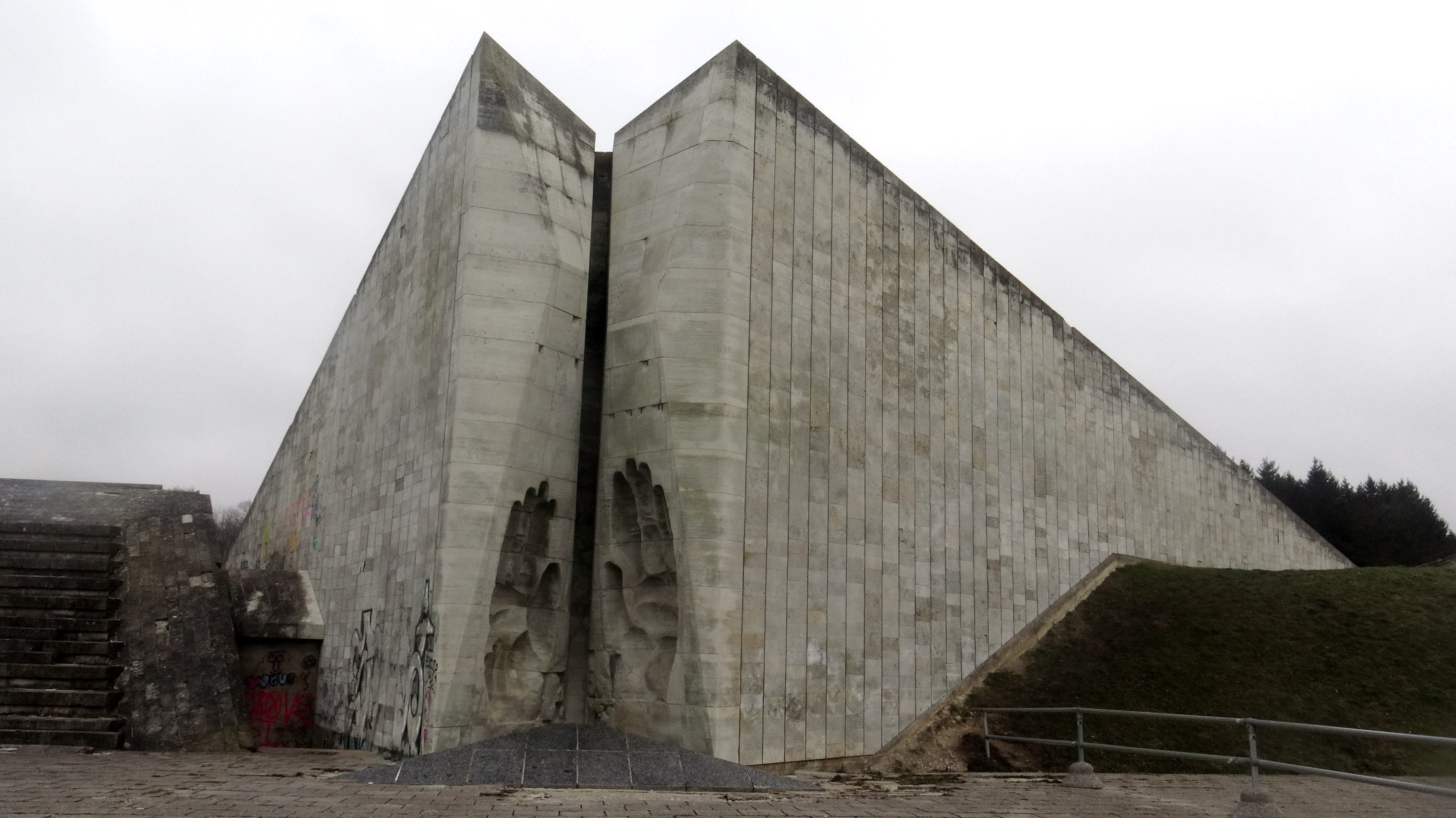
Wieczny ogień

W ZSRR w części pomnika z trybunami i wiecznym ogniem odbywały się oficjalne uroczystości. Po upadku ZSRR temat pomnika, jego możliwej rozbiórki lub przekształcenia był kilkakrotnie podejmowany w debacie publicznej. W 2006 r. władze Tallinna sugerowały ustawienie naprzeciw kompleksu 21-metrowej figury bohatera estońskiej mitologii Kalevipoega. Sprzeciwiali się temu estońscy artyści, swojego dzieła bronił również Allan Murdmaa. W 2018 r. minister sprawiedliwości Estonii zapowiedział rozbiórkę kompleksu z uwagi na zły stan techniczny kamiennych trybun, jednak ponownie w obronie kompleksu wystąpiło środowisko twórców i historyków sztuki. Dyskusje o zespole pomnikowym Maarjamäe w znacznej mierze wygasły, gdy w sierpniu 2018 r. w niewielkiej odległości od niego, na północ, ustawiono nowy Memoriał Ofiar Komunizmu. Według estońskiej badaczki i muzealniczki Anni Martin pomnik od dawna nie niesie za sobą ideologicznego przekazu, który byłby aktywnie odczytywany przez odwiedzające go osoby.
Obiekt wpisany jest do rejestru zabytków Estonii, jednak jego stan techniczny w 2020 r. był bardzo zły. Władze Tallinna wyrażały chęć przeprowadzenia remontu kompleksu, o ile zostanie rozstrzygnięta kwestia jego przynależności – grunt pod pomnikiem pozostaje własnością państwa.